# On n'aime qu'une fois
Pour plus de détails, voir Fiche technique et Distribution.
On n'aime qu'une fois est un film français de Jean Stelli, réalisé en 1949 et sorti en 1950.

## Synopsis
Danièle, jeune fille, rêve de se marier avec un ami d'enfance, Jean, devenu médecin. Madame Monnier, la mère de ce dernier, ne supporte pas cette relation et l'envoie à Paris afin qu'il devienne un grand chirurgien. Danièle, quant à elle, est forcée à se marier avec le régisseur, seul prétendant de l'héritière du château. Plus tard, il l'abandonnera, elle et ses enfants, en emportant sa fortune.
Pour faire revenir Jean, elle organise une chasse au sanglier au cours de laquelle elle se blessera grièvement. Le chirurgien revient alors de Paris et sauve celle qu'il aime.

## Fiche technique
- Titre : On n'aime qu'une fois
- Réalisation : Jean Stelli
- Scénario : Charles Exbrayat, adaptation de Michel Audiard et Jean Lévitte, d'après le roman La Caille de Paul Vialar
- Assistant réalisateur : Jacques Pinoteau
- Photographie : Paul Cotteret
- Musique : Louiguy
- Producteur : Aimé Frapin
- Directeur de production : Hervé Missir
- Pays :  France
- Année : 1949
- Format :  Noir et blanc - 1,37:1 - 35 mm - Son mono
- Genre : Comédie dramatique
- Durée : 82 minutes
- Date de sortie : 
  - France - 9 juin 1950
- Affiches : Constantin Belinsky, Jacques Bonneaud (France)

## Distribution
- Françoise Rosay : Mme Monnier
- Renée Faure : Danièle
- Marcel Herrand : Hyacinthe Carrier
- Pierre Larquey : Ravanel
- Jacques Berthier : Jean Monnier
- Mady Berry : Marie
- Marcel Raine : Gouttemel
- Robert Lussac : le professeur Trousselier
- Henri Nassiet : De Bolestac
- Dominique Davray
- René Hell
- Jean Nosserot (crédité Jean Nossereau)